# Wake the Sleeper
Wake the Sleeper är ett studioalbum av det brittiska rockbandet Uriah Heep, utgivet 2008. Skivan är bandets första studioalbum på 10 år och även den första med Russell Gilbrook, som 2007 ersatt Lee Kerslake bakom trummorna.

## Låtlista
1. "Wake the Sleeper" (Box/Lanzon) - 3:33
2. "Overload" (Box/Lanzon) - 5:58
3. "Tears of the World" (Box/Lanzon) - 4:45
4. "Light of a Thousand Stars" (Box/Lanzon) - 3:57
5. "Heaven's Rain" (Box/Lanzon) - 4:16
6. "Book of Lies" (Box/Lanzon) - 4:05
7. "What Kind of God" (Box/Lanzon) - 6:37
8. "Ghost of the Ocean" (Box/Lanzon) - 3:22
9. "Angels Walk With You" (Bolder) - 5:24
10. "Shadow" (Lanzon) - 3:35
11. "War Child" (Bolder/Gallagher) - 5:07

## Listplaceringar
| Lista                             | Topplaceringar |
| --------------------------------- | -------------- |
| Schweiziska albumlistan, topp 100 | 55             |
| Svenska albumlistan, topp 60      | 55             |
| Brittiska albumlistan             | 172            |

## Medlemmar
- Bernie Shaw - Sång
- Mick Box - Gitarr, och sång
- Phil Lanzon  - Keyboards och sång
- Trevor Bolder  - Bas och sång
- Russell Gilbrook - Trummor och sång